# Bayramlı
Bayramlı (ryska: Байрамлы) är en ort i Azerbajdzjan.   Den ligger i distriktet Tovuz Rayonu, i den västra delen av landet, 400 kilometer väster om huvudstaden Baku. Bayramlı ligger 612 meter över havet och antalet invånare är 2 473.
Terrängen runt Bayramlı är kuperad. Runt Bayramlı är det ganska tätbefolkat, med 108 invånare per kvadratkilometer.. Närmaste större samhälle är Ash-Kushchu, 5,2 kilometer norr om Bayramlı.
Trakten runt Bayramlı består till största delen av jordbruksmark.